# Biała Łuża
Biała Łuża (biał. Белыя Лужы, Biełyja Łuży; ros. Белые Лужи,Biełyje Łuży) – wieś na Białorusi, w obwodzie mińskim, w rejonie mińskim, w sielsowiecie Gródek Ostroszycki, przy granicy Przylepskiego Rezerwatu Krajobrazowego. W 2010 roku liczyła 18 mieszkańców. 
Obok wsi znajduje się zjazd z drogi magistralnej M3 na drogę republikańską R80.

## Historia
W XIX w. osada. Położona była wówczas w granicach Rosji, w ujeździe mińskim, w guberni mińskiej. W latach 1919–1920 pod polską administracją, w powiecie mińskim, w okręgu mińskim Zarządu Cywilnego Ziem Wschodnich. Po zakończeniu wojny polsko-bolszewickiej w granicach Związku Sowieckiego. Od 1991 w niepodległej Białorusi.